# Palmia
Palmia là một chi bướm đêm thuộc họ Sesiidae.

## Các loài
- Palmia praecedens (Edwards, 1883)